# Новоконстантиновка (Братский район)
Новоконстантиновка (до 1872 г.— Криничка, или Маковеевка) (укр. Новокостянтинівка) — село в Братском районе Николаевской области Украины.
Основано в 1872 году. Население по переписи 2001 года составляло 892 человек. село, центр сельского Совета. Расположена в 20 км к юго-востоку от районного центра и в 42 км от железнодорожной станции Людмиловка.. Сельсовету подчинены села Надеждовка, Новопетровка и Трудолюбовка. Колхоз им. Мичурина, центральная усадьба которого находится в Новоконстантиновке, располагает 7900 га сельскохозяйственных угодий, в том числе 7550 га пахотных земель. В хозяйстве выращивают зерновые культуры, развиты животноводство и овощеводство. Почтовый индекс — 55482. Телефонный код — 5131. Занимает площадь 1,919 км².

## Местный совет
55482, Николаевская обл., Братский р-н, с. Новоконстантиновка, ул. Мира, 44